# Słomin (powiat płocki)
Słomin – wieś sołecka w Polsce położona w województwie mazowieckim, w powiecie płockim, w gminie Wyszogród.
Wieś szlachecka Słomino położona była w drugiej połowie XVI wieku w ziemi wyszogrodzkiej. W latach 1975–1998 miejscowość należała administracyjnie do województwa płockiego.